# Налоговая система России
Нало́говая систе́ма России — совокупность налогов, сборов, пошлин и других платежей, взимаемых в установленном порядке с плательщиков — юридических и физических лиц на территории России.
Глава 2 «Налогового кодекса Российской Федерации» (далее — НК РФ) описывает налоговую систему налогов и сборов в Российской Федерации.

## Виды налогов
В Российской Федерации устанавливаются следующие виды налогов и сборов:
- федеральные налоги и сборы;
- региональные налоги и сборы;
- местные налоги и сборы.

Существуют также ещё 3 вида налоговой системы: прогрессивная, регрессивная и пропорциональная. С 2021 года в России используется прогрессивная (двухступенчатая) налоговая система. 
Не могут устанавливаться федеральные, региональные или местные налоги и сборы, не предусмотренные НК РФ.

### Федеральные налоги и сборы
Статья 13 НК РФ:
- Налог на добавленную стоимость;
- Акцизы;
- Налог на доходы физических лиц;
- Налог на прибыль организаций;
- Налог на добычу полезных ископаемых;
- Водный налог;
- Сборы за пользование объектами животного мира и за пользование объектами водных биологических ресурсов;
- Государственная пошлина;
- Налог на дополнительный доход от добычи углеводородного сырья (с 19.07.2018);
- Налог на сверхприбыль (с 01.01.2024)[5][6].

### Региональные налоги
Статья 14 НК РФ:
- Налог на имущество организаций;
- Налог на игорный бизнес;
- Транспортный налог.

### Местные налоги
Статья 15 НК РФ:
- Земельный налог;
- Налог на имущество физических лиц;
- Торговый сбор.

### Отменённые налоги
- Единый социальный налог (глава 24 статьи 13 налогового кодекса утратила силу, с 01.01.2010 — страховые взносы)
- Налог с продаж (глава 27, налог отменён с 01.01.2004)
- налог на доходы от капитала
- налог на рекламу
- налог на наследование или дарение
- налог на воспроизводство минерально-сырьевой базы
- налог на дополнительный доход от добычи углеводородов
- лесной налог
- экологический налог
- федеральные лицензионные сборы
- региональные лицензионные сборы
- местные лицензионные сборы

### Специальные налоговые режимы
Пункт 2 статьи 18 НК РФ:
- Система налогообложения для сельскохозяйственных товаропроизводителей (единый сельскохозяйственный налог — ЕСХН)
- Упрощённая система налогообложения (УСН)
- Система налогообложения в виде единого налога на вменённый доход для отдельных видов деятельности (ЕНВД) - отменен с 1 января 2021 г. в соответствии с ч. 8 ст. 5 97-ФЗ от 29.06.2012
- Система налогообложения при выполнении соглашений о разделе продукции
- Патентная система налогообложения
- Налог на профессиональный доход  (в порядке эксперимента)
- Автоматизированная упрощенная система налогообложения (в порядке эксперимента)

## Виды налоговых проверок
Предусмотренные Налоговым Кодексом РФ налоговые проверки:
- Камеральная налоговая проверка;
- Выездная налоговая проверка.

## Двойное налогообложение

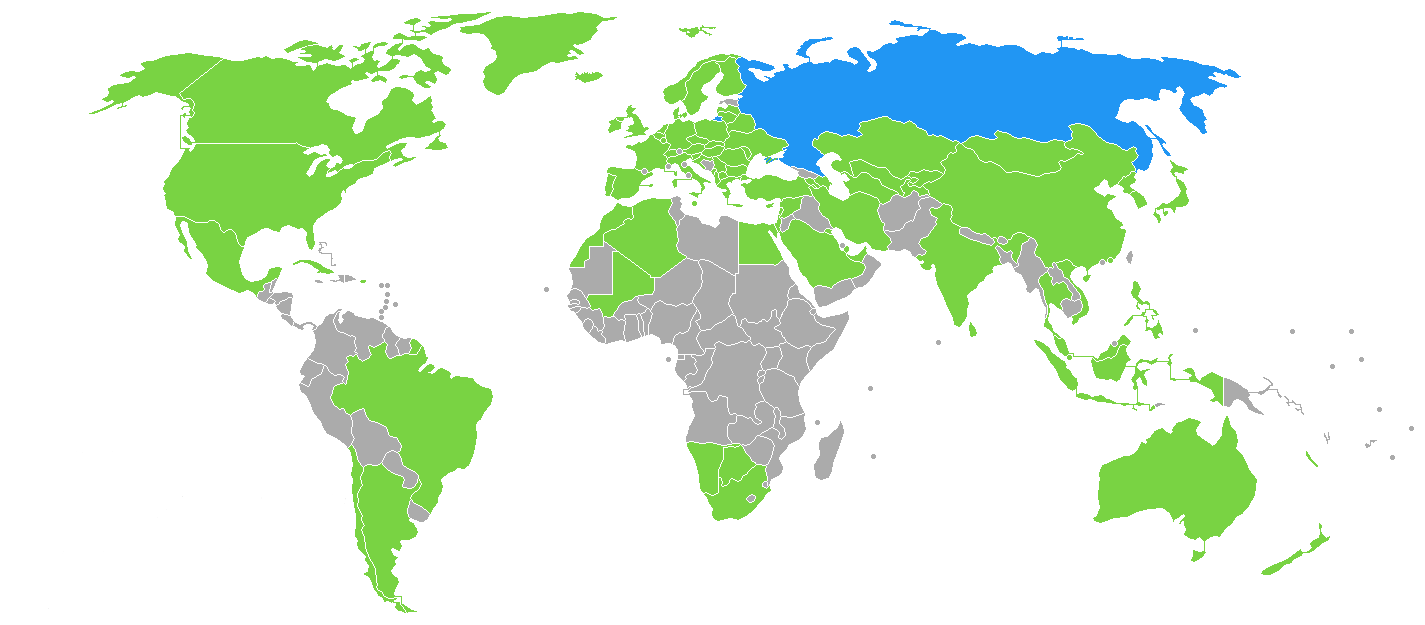
Двусторонние международные договоры Российской Федерации об избежании двойного налогообложения
Россия
Страны, с которыми договор действует
Страны, с которыми договор подписан, но не вступил в силу

Россия имеет договоры об избежании двойного налогообложения со следующими странами:
- Австралия[11]
- Австрия[11]
- Азербайджан
- Албания[11]
- Алжир
- Аргентина
- Армения
- Белоруссия
- Бельгия[11]
- Болгария[11]
- Ботсвана
- Бразилия
- Великобритания[11]
- Венгрия
- Венесуэла
- Вьетнам
- Германия[11]
- Греция[11]
- Египет
- Израиль
- Индия
- Индонезия
- Иран
- Ирландия[11]
- Исландия[11]
- Испания[11]
- Италия[11]
- Казахстан
- Канада[11]
- Катар
- Кипр[11]
- Кыргызстан
- Китай
- Гонконг
- Северная Корея
- Южная Корея[11]
- Куба
- Кувейт
- Литва[11]
- Ливан
- Люксембург[11]
- Македония[11]
- Малайзия
- Мали
- Мальта[11]
- Марокко
- Мексика
- Молдова
- Монголия
- Намибия
- Новая Зеландия[11]
- Норвегия[11]
- Объединённые Арабские Эмираты
- Оман
- Польша[11]
- Португалия[11]
- Румыния[11]
- Саудовская Аравия
- Сербия
- Сингапур[11]
- Сирия
- Словакия[11]
- Словения[11]
- Соединённые Штаты Америки[11]
- Таджикистан
- Таиланд
- Туркменистан
- Турция
- Узбекистан
- Филиппины
- Финляндия[11]
- Франция[11]
- Хорватия[11]
- Чехия[11]
- Чили
- Швейцария[11]
- Швеция[11]
- Шри-Ланка
- Эквадор
- Южно-Африканская Республика
- Черногория[11]
- Япония[11]

## 1990-е годы
В 1992—1993 годах большинство российских предприятий не стремилось уклоняться от уплаты налогов. Нередко руководство предприятий не предпринимало даже совершенно законных мер с целью снижения объёма выплачиваемых налогов. Со второй половины 1993 года, потеряв надежду на снижение налогового бремени, предприятия начали поиск способов уклонения от уплаты налогов.
1 января 1994 года были повышены ставки налогов. Это стало одним из последних аргументов для предприятий в пользу массового отказа от налоговой законопослушности. Ранее других от налогов стали уходить небольшие негосударственные предприятия. Для ухода от налогов использовались самые различные методы:
- Группа предприятий в регионе регистрировала финансовую компанию, в уставной капитал которой вносилась вся готовая продукция этих предприятий[12]. Это означало, что предприятие, производя свою продукцию, не имея реализации и формально являясь убыточной, соответственно не платило налог на прибыль и НДС[12].
- Чтобы уменьшить выплаты по налогу на прибыль, предприятия старались увеличить отчётную долю издержек[12]. Самым простым способом увеличения отчётных издержек было увеличение фонда зарплаты, для чего многие фирмы выписывали заработную плату на множество «мёртвых душ» (лиц, числившихся с списках работников, но реально не работавших)[12].
- Чтобы уменьшить налогообложение фонда оплаты труда, предприятия платили часть денег своим работникам под видом возврата медицинской страховки через страховые компании, под видом материальной помощи и т. п.[12]
- Чтобы уйти от налога на прибыль, фирмы регистрировались в качестве малых предприятий, которые согласно тогдашнему законодательству не платили этот налог в течение первых двух лет деятельности с момента регистрации, а также имели другие налоговые льготы.[12] После истечения двух лет предприятие ликвидировалось и вновь регистрировалась уже под новым названием, получая право на очередной двухлетний срок налоговых льгот[12].
- Многие фирмы пользовались услугами различных общественных организаций, имевших законодательные привилегии: «церковных организаций», «чернобыльцев», «спортсменов», «афганцев», «инвалидов», «слепых», «глухих» и т. п.[12] Чтобы уменьшить свои издержки, фирмы проводили свои операции (в том числе внешнеторговые) не самостоятельно, а через такие организации.[12]
- Широкое распространение получила минимизация отчислений налогов за счёт занижения фирмами реального финансового оборота с помощью различных методов[12]. Одним из методов были бартерные сделки, при которых продукция обменивалась по сильно заниженным ценам[12]. Другим методом было широкое использование взаимозачётов[12].
- Многие фирмы занижали свой реальный доход от внешнеторговых сделок[12]. Например, при экспорте в налоговых отчётах указывалась сильно заниженная по сравнению с фактической цена товара, а неучтённая прибыль оседала на счёте предприятия в каком-нибудь иностранном банке[12]. Другим способом снижения налогов при внешнеторговых операциях была регистрация за рубежом полностью подконтрольной фирмы, которой российское предприятие поставляло свою продукцию по заниженной цене, а та свою очередь перепродавала продукцию реальному иностранному покупателю по обычной рыночной цене[12]. Подобные внешнеторговые сделки приводили также к масштабной утечке капиталов из России[12].
- Примерно с 1993 года многие фирмы стали уходить от налогов с помощью широкого использования наличных денег для расчётов со своими партнёрами[12], наличной валюты (главным образом доллара США и немецкой марки), в виду галопирующей инфляции. Значительная часть этого оборота скрывалась от правоохранительных органов, поэтому в обиходе наличные средства, применявшиеся для таких операций, называли «чёрным налом»[12]. На наличных операциях был построен практически весь «челночный» бизнес[12].

Последствия массового уклонения от уплаты налогов в 1990-е годы были двоякими. С одной стороны, уходя от налогов, фирмы сохраняли дополнительные финансовые ресурсы, которые были нужны для поддержания производства, а значит этот процесс противодействовал спаду производства. Кроме того, уменьшалась налоговая составляющая в стоимости продукции, и фирмы могли продавать её дешевле. Следовательно, это уменьшало инфляционную динамику в экономике и облегчало проблемы сбыта у фирм. С другой стороны, беспорядок в налогообложении подрывал стабильность в финансово-бюджетной сфере экономики России, сокращал возможности для государственных инвестиций и финансирования бюджетной сферы, снижал эффективность макроэкономических мероприятий.
В 1990-е годы власти использовали только один путь решения проблем налогообложения — ужесточения налоговых законов и усиление давления налоговых органов на фирмы. Однако, каждый раз фирмы находили новые способы противодействия этой политике и продолжали уклоняться от налогов. Это говорит о том, что уровень налогообложения в 1990-е годы был завышенным и неприемлемым для фирм.

## 2000-е годы
В 2000-е годы внесен ряд поправок в налоговое законодательство: была установлена плоская шкала подоходного налога с физических лиц в 13 %, снижена ставка налога на прибыль до 20 %, введена регрессивная шкала единого социального налога, отменены оборотные налоги и налог с продаж, общее количество налогов было сокращено почти в 4 раза (с 54 до 15). В 2006 году замминистра финансов РФ Сергей Шаталов заявил, что за период налоговой реформы налоговая нагрузка снизилась с 34-35 % до 27,5 %, а также произошло перераспределение налоговой нагрузки в нефтяной сектор. Налоговая реформа также способствовала увеличению собираемости налогов и стимулировала экономический рост.

## Критика
Налоговая система России регулярно подвергается критике как со стороны бизнеса, так и со стороны оппозиции. Но последнее время, с усугублением кризиса, недовольство существующей системой налогов и сборов высказывают и структурообразующие организации. Так 20.12.2015 через Российскую газету с предложениями об изменении существующего налогового порядка выступил Президент ТПП РФ Сергей Катырин:
Это платежи, которых нет в Налоговом кодексе. Их начинают взимать с введением какого-то закона - например, экологические сборы, сборы за утилизацию отходов, за очистку воды и прочее.
Их уже набралось больше 50. Правда, некоторые эксперты говорят, что все 70. Не буду спорить. Уже много! А главное, никто не контролирует, нужна ли такая сумма того или иного сбора, кто ее рассчитывает, куда она идет. В то же время эти платежи становятся непосильным бременем для предприятий.
Вот мы и предлагаем создать реестр неналоговых платежей, принять закон, который будет базовым с точки зрения подходов к ним.Сергей Катырин